# Clark County (Kansas)
Clark County is een county in de Amerikaanse staat Kansas.
De county heeft een landoppervlakte van 2.524 km² en telt 2.390 inwoners (volkstelling 2000). De hoofdplaats is Ashland.